# 192 Batalion WOP
192 Batalion Wojsk Ochrony Pogranicza – samodzielny pododdział Wojsk Ochrony Pogranicza.

## Formowanie i zmiany organizacyjne
Na podstawie rozkazu MBP nr 043/org z 3 czerwca 1950, na bazie 7 Brygady Ochrony Pogranicza, sformowano 19 Brygadę Wojsk Pogranicza, a z dniem 1 stycznia 1951 bartoszycki 5 batalion Ochrony Pogranicza przemianowano na 192 batalion WOP.
W 1952 rozformowano 191 batalionWOP. Jego strażnice podporządkowano 192 batalionowi WOP.

## Struktura organizacyjna
W 1954 batalionowi podlegały:
- 102 strażnica WOP Gronowo
- 103 strażnica WOP Mędrzyki
- 104 strażnica WOP Mątyty
- 105 strażnica WOP Świątki Iławieckie
- 106 strażnica WOP Szczurkowo

## Dowódcy batalionu
- kpt. Ryszard Hryszan (1951-?)